# Ilija
Ilija es un municipio del distrito de Banská Štiavnica en la región de Banská Bystrica, Eslovaquia, con una población estimada a final del año 2024 de 350 habitantes.
Se encuentra ubicado al oeste de la región, cerca del río Hron —un afluente izquierdo del Danubio— y de la frontera con la región de Nitra.

## Demografía
| Año        | 1994 | 2004  | 2014    | 2024    |
| ---------- | ---- | ----- | ------- | ------- |
| Población  | 360  | 324   | 342     | 350     |
| Diferencia |      | −10 % | +5,55 % | +2,33 % |

| Año        | 2023 | 2024    |
| ---------- | ---- | ------- |
| Población  | 358  | 350     |
| Diferencia |      | −2,23 % |